# 日下実男
日下 実男（くさか じつお、1926年3月20日 - 1979年9月11日）は、日本の科学評論家、科学読物作家、翻訳家。 

## 略歴
愛知県安城市出身。
1947年、東京大学理学部物理学科卒業。朝日新聞社に入り、科学記者、欧米特派員を経て、1969年退社。
日本宇宙飛行協会（副会長）、日本海洋学会などに所属し、科学評論家として活躍。
1961年、『ロケットよ土星をめざせ』で小学館児童文化賞佳作賞。

## 著書
- 『海鷹丸周航記』（現代思潮社） 1953
- 『ある未来の物語 海と人間と極と』（蒼樹社） 1955
- 『火の矢 人工衛星物語』（光和堂） 1956
- 『海のひみつ』（偕成社、絵とき百科20） 1956
- 『海洋の秘密』（社会思想研究会出版部、現代教養文庫） 1957
- 『世界の七ふしぎ』（大日本図書、ものがたり百科） 1957
- 『私たちの宇宙』（朝日新聞社） 1957
- 『すばらしい原子力』（偕成社、絵とき百科32）  1958
  - 『すばらしい原子力』（偕成社、絵ときシリーズ13） 1963
- 『星と空間 無限への挑戦』（社会思想研究会出版部、現代教養文庫） 1958
- 『科学の冒険者たち』（中島章作絵、講談社、少年少女世界科学冒険全集35） 1958
- 『宇宙世紀の科学』（偕成社、図説文庫43） 1958
- 『星への道ひらく』（三笠書房） 1959
- 『驚異の科学・科学と発明』（偕成社、目で見る学習百科5） 1960
- 『宇宙の進化』（文芸春秋新社） 1961
  - 『宇宙の進化』（文芸春秋新社） 1965
- 『少年少女学習百科全集14』（畑中武夫, 伊藤展安共著、講談社） 1961
- 『最新科学の驚異』（偕成社、少年少女図説シリーズ3） 1962
- 『宇宙のふしぎ』（依光隆絵、偕成社、少年少女ものがたり百科9） 1962
- 『地球物語 地球の生成から消滅まで』（早川書房、ハヤカワ・ライブラリー） 1962
- 『世界のふしぎ』（偕成社、目で見る児童百科15） 1963
- 『わたしたちの太陽系』（あかね書房、少年少女宇宙の科学2） 1964
- 『衛星船宇宙をいく』（岩井泰三絵、講談社、少年少女世界の名著2） 1965
- 『宇宙学入門』（社会思想社、現代教養文庫） 1967
- 『人工衛星・宇宙ステーション』（岩崎書店、少年少女宇宙開発の科学5） 1968
- 『宇宙のふしぎ』（古川晴男等監修、依光隆絵、偕成社、少年少女ものがたり百科9） 1968
- 『地球の誕生と未来』（三晃書房、三晃新書1） 1968
- 『天体と宇宙 宇宙の謎をさぐる』（偕成社、ジュニア博物館4） 1968
- 『なぞとふしぎめぐり たのしいクイズつき』（石田武雄絵、偕成社、絵百科なぜとなに8） 1969
- 『月へいくアポロ宇宙船』（田代三善絵、偕成社、少年少女ドキュメンタリー1） 1969
- 『宇宙に挑む人間 - アポロから惑星へ』（文芸春秋） 1969
- 『地球の誕生と死』（田代三善絵、ポプラ社、パイオニア・ブックス3） 1970
- 『海をさぐる わたしがいどんだ海』（大日本図書、大日本ジュニア・ブックス ノンフィクション） 1970
- 『日本の人工衛星』（ダイヤモンド社） 1971
- 『宇宙への挑戦者 フォン・ブラウン』（岩井泰三絵、文研出版、文研児童読書館） 1971
- 『大深海10.000メートルへ』 （中西立太絵、偕成社、少年少女ドキュメンタリー10） 1971
- 『10人の科学者』（酒井光男絵、実業之日本社、世界の10人シリーズ1） 1972
- 『流星群のひみつ』（小松崎茂絵、講談社、少年少女講談社文庫） 1972
- 『世界のふしぎ なぞの正体をさぐる』（石田武雄絵、大日本図書、ワールド・ブック5） 1972
- 『世界は一つ 船の旅四九〇〇〇キロ』（梁川剛一絵、大日本図書、ワールド・ブック7） 1972
- 『なぜなに ロボットと未来のくらし』（監修、小学館、なぜなに学習図鑑14） 1972
- 『月より火星へ 宇宙へいどむ人間の記録』（佐川京子絵、旺文社、旺文社ジュニア図書館） 1973
- 『絵ときSF もしもの世界』（学習研究社、学研カラー版ジュニアチャンピオンコース） 1973
  - 『絵ときSF もしもの世界』（復刊ドットコム、学研カラー版ジュニアチャンピオンコース） 2017
- 『なぜなに空とぶ円盤のふしぎ』（監修、相島敏夫著、小学館、なぜなに学習図鑑21） 1973
- 『太陽のひみつ』（武部本一郎絵、文研出版、文研科学の読み物）  1974
- 『新・海洋の秘密』（社会思想社、現代教養文庫） 1975
- 『大氷河期 日本人は生き残れるか?』（朝日ソノラマ） 1976
- 『絵とき21世紀 大予言! 未来をさぐる』（田平真穂子共著、学習研究社、ジュニアチャンピオンコース） 1976
- 『海洋文明学入門 海に広がる生活』（社会思想社、現代教養文庫） 1976
- 『大異変! 地球SOS』（福島正実共著、学習研究社、ユアコースシリーズ） 1976
- 『新・宇宙の進化 第1部 (進化する惑星) 』（文芸春秋） 1977
- 『新・宇宙の進化 第2部 (衝突する天体) 』（文芸春秋） 1978
- 『水の惑星99の謎 : 海と生命の宇宙船』（産報、Sanpô books） 1977
- 『ブラック・ホール99の謎 : 大宇宙の神秘を解くカギか』（サンポウジャーナル、サンポウ・ブックス） 1978
- 『驚異の大深海 かぎりなき暗黒世界への旅立ち』（サンポウジャーナル、サンポウ・ブックス） 1978
- 『大宇宙への設計』（東海大学出版会） 1978
- 『宇宙学入門 続』（社会思想社、現代教養文庫） 1978
- 『宇宙観史 人類と宇宙の5000年』（東海大学出版会、東海科学選書） 1980

## 翻訳
- 『宇宙への設計』（ヘルマン・オーベルト、みすず書房、現代科学叢書49） 1958
- 『ビーブ海底探検記 / 宇宙への旅』（オーベルト・ビーブ、依光隆絵、偕成社、少年少女世界の名著9） 1963
- 『われらをめぐる海』（レイチェル・カースン、早川書房、ハヤカワ・ライブラリ） 1965、のちハヤカワ文庫NF 1977
- 『世界の海底に挑む』（ジャック＝イヴ・クストー、朝日新聞社） 1966
- 『百年後の世界』（ワシリエフ・グーシチェフ編著、依光隆絵、偕成社、少年少女世界のノンフィクション14） 1966
- 『ジェミニよ永遠に ある宇宙飛行士の遺稿』（ヴァージル・ガス・グリソム、早川書房、ハヤカワ・ノンフィクション） 1968
- 『ロウソクの科学』（ファラデー、旺文社文庫） 1969
- 『深海探検記 珍奇な魚と生物』（ウィリアム・ビービ、社会思想社、現代教養文庫） 1970
- 『宇宙時代の地球儀』（S・カール・ハーシュ、岩淵慶造画、学習研究社、少年少女科学読物3） 1971
- 『海とわたしたち』（レイチェル・カースン、岡野謙二等絵、学習研究社、少年少女科学読物7） 1972
- 『大いなる一歩 アポロ11号全記録』（ニール・アームストロング, マイケル・コリンズ, エドウィン・E.オルドリン Jr、早川書房） 1973
- 『わが銀河の発見』（チャールズ・A・ホイットニー、立風書房） 1974
- 『海洋の神秘』（カール・プロウヤン、集英社、図説 探検の世界史2） 1975
- 『宇宙へのとびら』（C・キルミスター、田平真穂子共訳、TBSブリタニカ、ワールド・サイエンス） 1976
- 『惑星と生命』（P・H・A・スニース、TBSブリタニカ、ワールド・サイエンス） 1976
- 『スーパーシップ 巨大タンカーと瀕死の海』（ノエル・モスタート、早川書房、ハヤカワ・ノンフィクション） 1976
  - 『巨大タンカー』（ノエル・モスタート、早川書房、ハヤカワ文庫NF） 1983
- 『太平洋の航跡』（ジョン・ギルバート、集英社、図説 探検の世界史14） 1976
- 『アジモフ博士の極地論』（アイザック・アジモフ、田平真穂子共訳、文化放送関発センター出版部） 1977
  - 『アシモフ博士の極地論』（アイザック・アシモフ、田平真穂子共訳、法政大学出版局） 1988
- 『アジモフ博士の新地球論』（アイザック・アジモフ、田平真穂子共訳、文化放送開発センター出版部） 1978
  - 『アシモフ博士の新地球論』（アイザック・アシモフ、田平真穂子共訳、法政大学出版局） 1988
- 『宇宙のカタストロフィ』（G・L・ヴァーシュウァ、ダイヤモンド社、サイエンスブックス） 1979
- 『気象の陰謀』（インパクト・ティーム、早川書房、ハヤカワ文庫NF） 1983